# Žarek
Žárek je v geometrijski optiki idealiziran snop svetlobe, ki označuje smer širjenja svetlobe ali drugega elektromagnetnega valovanja. V večini preprostih primerov je žarek v danem sredstvu premica. Na meji sredstev pride do loma žarka, kar opisuje lomni zakon.
Valovna optika, v kateri opisujemo svetlobo kot valovanje, predstavlja posplošitev geometrijske optike. Žarki so v tem primeru pravokotnice na valovno čelo.
Pojmu žarka v geometriji odgovarja pojem poltraka, oziroma usmerjene premice.
V ravnini žarki tvorijo šop, v prostoru pa snop.